# Juuken Sentai Gekiranger: Nei-Nei! Hou-Hou! Hong Kong Decisive Battle
Movie Edition Juken Sentai Gekiranger: Nei-Nei! Hou-Hou! Hong Kong Decisive Battle (電影版 獣拳戦隊ゲキレンジャー ネイネイ!ホウホウ!香港大決戦 Den'eiban Jūken Sentai Gekirenjā: Nei-Nei! Hō-Hō! Honkon Daikessen) é uma adaptação cinematográfica teatral da série Super Sentai Juken Sentai Gekiranger, drama tokusatsu de televisão dirigido por Shōjirō Nakazawa e escrito por Naruhisa Arakawa.

## Enredo
Os Gekirangers, Rio, Mele, bem como outros lutadores ao redor do mundo são recrutados para um torneio em Hong Kong.